# Lunisolarzyklus
Ein Lunisolarzyklus (lat. luna „Mond“ und sol „Sonne“) ist wörtlich genommen jeder resultierende Zyklus, der durch die Überlagerung der scheinbaren Umlaufzeiten von Sonne und Mond um die Erde entsteht.
Im engeren Sinne ist aber nur der 19-jährige Lunisolarzyklus gemeint, der auch Meton-Zyklus genannt wird. Er beruht auf der Tatsache, dass 19 solare Jahre etwa gleich lang sind wie 235 synodische Mond-Monate, was beim Aufstellen von Lunisolarkalendern ausgenutzt wird.
Der Fehler zwischen 19 tropischen Jahren (19 × 365,24219 Tage = 6.939,60161 Tage) und 235 synodischen Monaten (235 × 29,530589 Tage = 6.939,68842 Tage) beträgt 0,086805 Tage (das sind rund 2 Stunden 5 Minuten) beziehungsweise 1 Tag in etwa 219 Jahren (oder 1 Tag in etwa 11½ Meton-Perioden).